# Peter Schöffer il Giovane
Peter Schöffer il Giovane (Magonza, ... – Basilea, 1547) è stato un tipografo tedesco.

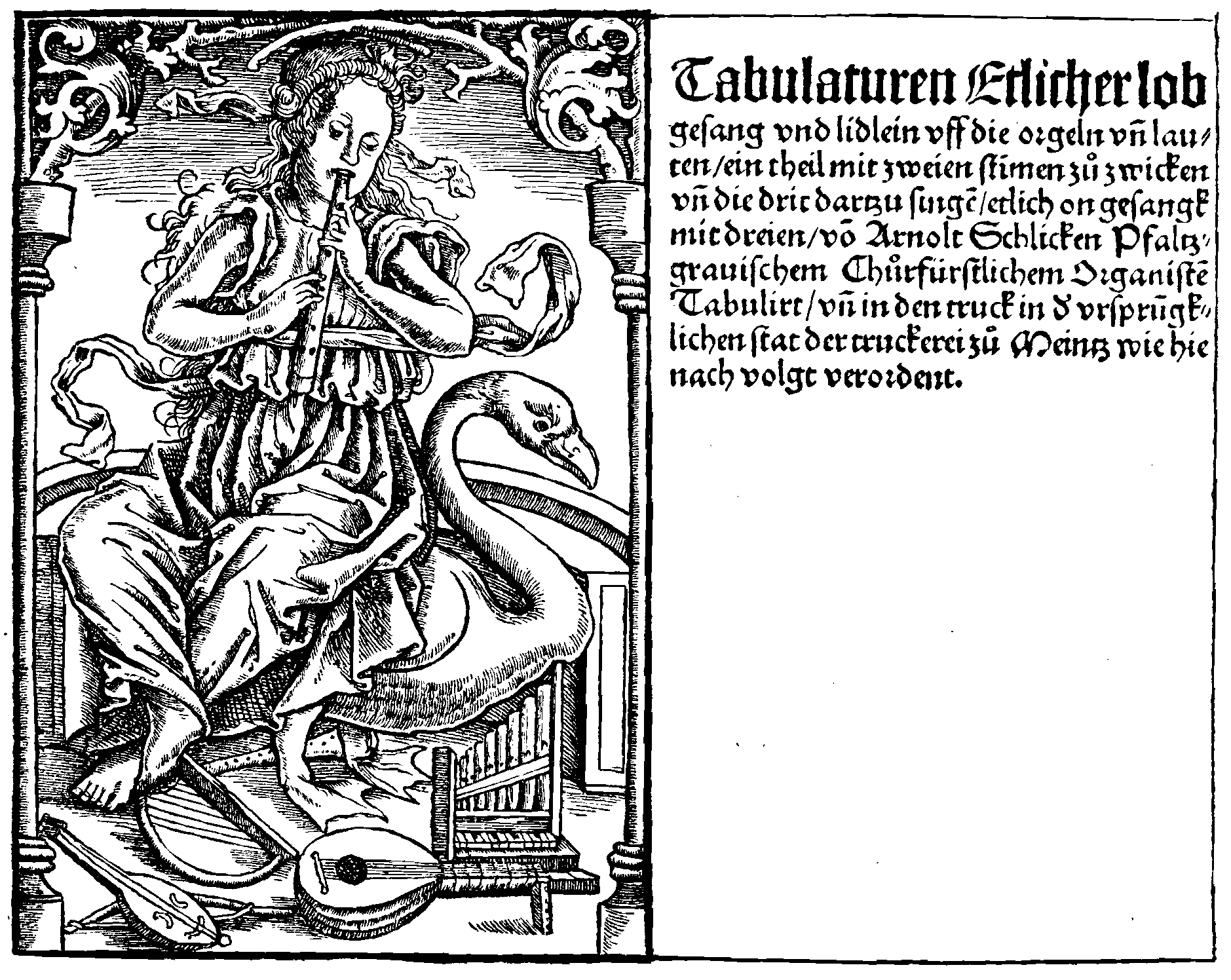
Copertina del libro delle intavolature dell'organista Arnolt Schlick (1512)

Nacque tra il 1475 e il 1480, secondo figlio del tipografo Peter Schöffer. Come il padre si dedicò alla tipografia.
Si specializzò soprattutto nella stampa di note musicali e divenne uno dei primi e più importanti stampatori di spartiti della Germania.
Nel 1529 si trasferì a Strasburgo e nel 1539 si associò con Matthias Apiarius e pubblicarono manoscritti musicali.